# Waterstofion

De drie natuurlijke vormen van het waterstofion

Het waterstofion of volgens de IUPAC hydron (H+) is het kation van waterstof. Vaak wordt hierbij in de chemie gedoeld op het waterstofion van de isotoop 1H (protium), dus een proton, maar de andere isotopen van waterstof hebben hun eigen ionen. Een klein percentage (0,015 %) van het in de natuur voorkomende waterstof is deuterium (2H); het kation van deuterium is het deuteron. Natuurlijke waterstofionen bestaan dus uit een isotopenmengsel van protonen (99,985 %) en deuteronen (0,015 %). Ook (radioactieve) tritonen (afkomstig van tritium) komen in natuurlijke waterstofionen voor, maar dat percentage is extreem laag.
Geïsoleerde waterstofionen zijn uiterst reactief en kunnen alleen bestaan in de gasfase en onder sterk vacuüm.

## Toepassingen
Waterstofionenstralen worden onder meer gebruikt bij het etsen van diamant.

## Waterstofionen in de chemie
Het hydron is een uiterst sterk lewiszuur en vertoont een grote affiniteit voor elektronenpaardonoren (lewisbasen). In water komen hydronen altijd voor als hydroxonium-ionen (H3O+). De concentratie aan hydroxoniumionen bepaalt de pH van de oplossing.